# Tis Warcisław
Tis Warcisław, polsky Cis Warcisław, je památný soliterní tis červený (Taxus baccata L.) nedaleko jezera Jezioro Szmaragdowe v lesoparku Park Leśny Zdroje v chráněné krajinné oblasti (krajinném parku) Szczeciński Park Krajobrazowy Puszcza Bukowa v Polsku. Nachází se také v městské čtvrti Prawobrzeże města Štětín v Západopomořanském vojvodství a makroregionu Pobrzeże Szczecińskie.

## Další informace
Tis Warcisław má své jméno podle jména Warcisław, tj. knížat z dynastie Gryfitů, která vládla v západním Pomořansku od 12. století. Tis Warcisław je celoročně volně přístupný a leží na trase turistické stezky Szlak Woja Żelisława. Podle údajů z roku 2017:
| Obvod kmene (ve výčetní výšce): | 1,55 m |
| výška stromu                    | 11 m   |

## Galerie

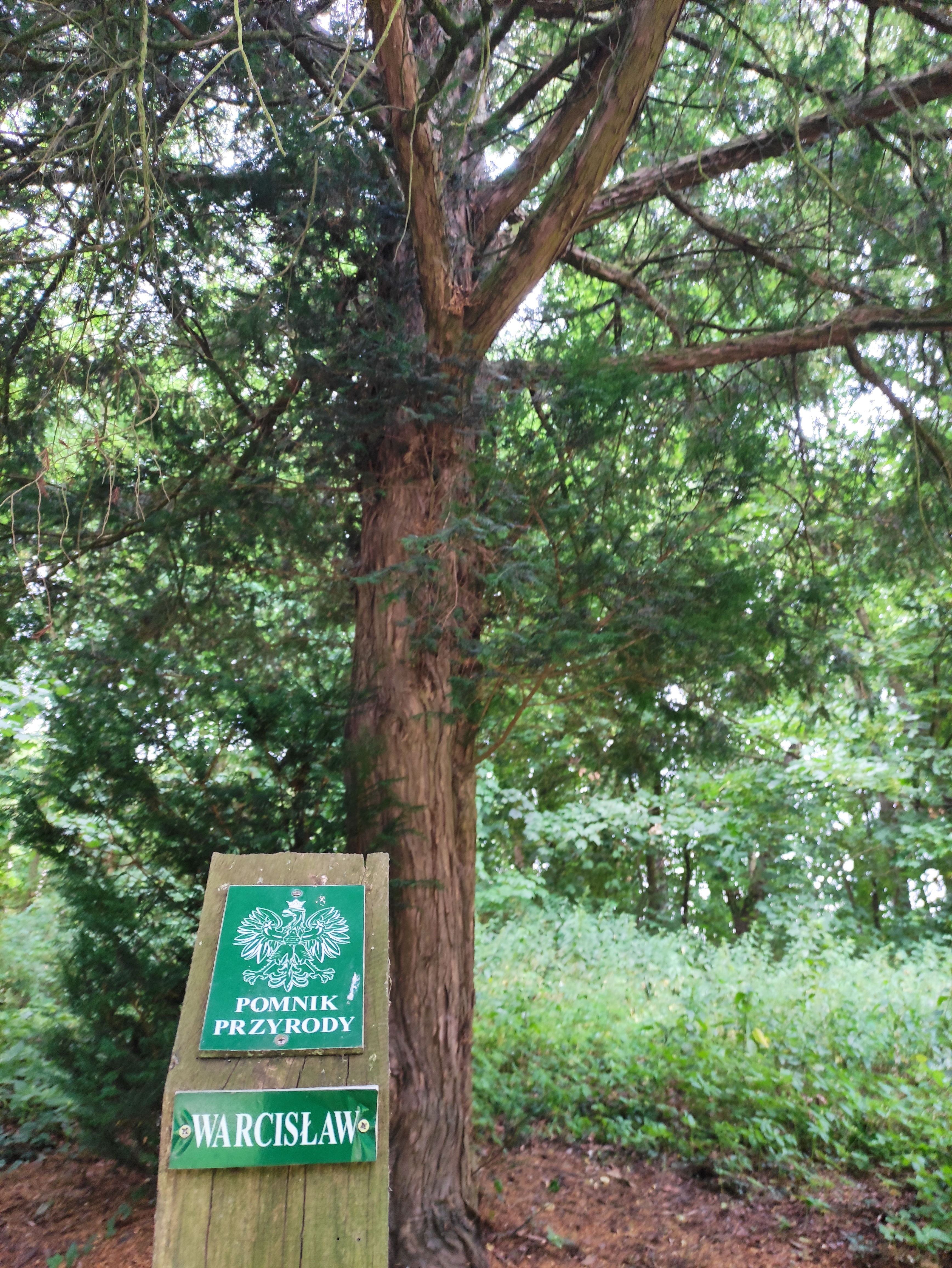
Informační panel u kmene stromu